# Universo expandido de Star Wars
O Universo Expandido de Star Wars (do inglês: Expanded Universe - EU) é o conjunto de materiais oficiais da saga space-opera Star Wars lançado fora dos seis filmes originais, compostos por sequências prequela, clássica e histórias em quadrinhos.
Como por exemplo os filme Star Wars: The Clone Wars, a série de mesmo nome e Star Wars Rebels. A maioria do Universo Expandido é considerado canônico pela Lucasfilm, embora seja considerado abaixo do cânone dos filmes.
Em 25 de abril de 2014, após a aquisição da Lucasfilm pela The Walt Disney Company em novembro de 2012, foi anunciado que o Universo Expandido sofreria um reboot e todo o material do Universo Expandido lançado anteriormente não será considerado para a nova trilogia e que seria conhecido como Star Wars Legends e agora a Lucasfilm a considera uma linha temporal alternativa a oficial.
O Universo Expandido surgiu durante a primeira trilogia, dois meses da estréia do primeiro filme, a Marvel Comics iniciou a publicação da revista em quadrinhos Star Wars, os seis primeiros números da série eram uma adaptação do filme, a primeira história Universo Expandido apareceu na sétima edição da revista, publicada em janeiro de 1978, seguida rapidamente pelo romance Splinter of the Mind's Eye de Alan Dean Foster, lançado no mês seguinte.
O UE de Star Wars tem ao todo mais de 80 obras, sendo todas elas mostradas abaixo.

## Todas as obras
1 - Star Wars Vol. 5: Yoda's Secret War (HQ)
2 - Darth Maul (HQ)
3 - Star Wars: Episódio I - A Ameaça Fantasma (Filme)
4 - Obi-Wan & Anakin (HQ, 2016)
5 - Star Wars: Episódio II - O Ataque dos Clones (Filme)
6 - Jedi of the Republic: Mace Windu (HQ)
7 - Star Wars: A Guerra dos Clones (Filme de animação)
8 - Star Wars: A Guerra dos Clones (Serie de animação)
9 - Star Wars: Discípulo do Mal (Livro)
10 - Darth Maul: Filho de Dathomir (HQ)
11 - Kanan Vol. 2 (HQ)
12 - Star Wars: Episódio III - A Vingança dos Sith (Filme)
13 - Kanan Vol. 1 (HQ)
14 - Darth Vader, o Lorde Sombrio dos Sith Vol. 1 (HQ)
15 - Darth Vader, o Lorde Sombrio dos Sith Vol. 2 (HQ)
16 - Catalyst: A Rogue One Novel (Livro)
17 - Star Wars: Ahsoka (Livro)
18 - Star Wars: Lordes dos Sith (Livro)
19 - Star Wars: Tarkin (Livro)
20 - Rebel Rising (Livro)
21 - Last Shot: A Han and Lando Novel (Livro)
22 - Han Solo: Uma História Star Wars (Filme)
23 - Star Wars: Thrawn (Livro)
24 - Star Wars: Um Novo Amanhecer (Livro)
25 - Star Wars: Estrelas Perdidas (Livro)
26 - Star Wars: Rebels (Serie de Animação)
27 - Star Wars: Leia -  Princesa de Alderaan (Livro)
28 - Rogue One: Cassian & K-2SO (HQ)
29 - Star Wars: Guardians of the Whills (Livro)
30 - Rogue One: Uma História Star Wars (Filme)
31 - Star Wars: Episódio IV - Uma Nova Esperança (Filme)
32 - Star Wars: From a Certain Point of View (Livro)
33 - Star Wars: Battlefront II - Esquadrão Inferno (Livro)
34 - Princesa Leia (HQ)
35 - Star Wars: A Missão do Contrabandista - Um Conto de Han Solo e Chewbacca (Livro)
36 - Chewbacca (HQ)
37 - Star Wars: Erdeiro do Jedi (Livro)
38 - Star Wars: A Arma de um Jedi - Uma Aventura de Luke Skywalker (Livro)
39 - Star Wars Vol. 1: O Ataque do Skywalker (HQ)
40 - Darth Vader Vol. 1: Vader (HQ)*
41 - Star Wars Vol. 2: Showdown of the Smuggler's Moon (HQ)
42 - Darth Vader Vol. 2: Shadows and Secrets (HQ)
43 - Vader Abatido (HQ)
44 - Star Wars Vol. 3: Rebel Jail (HQ)
45 - Darth Vader Vol. 3: The Shu-Torun War (HQ)
46 - Darth Vader Vol. 4: Fim dos Jogos (HQ)
47 - Star Wars Vol. 4: A Última Batalha antes do Prenuncio (HQ)
48 - Dra. Aphra Vol. 1: Aphra (HQ)
49 - Star Wars: A Cidadela Gritante (HQ)
50 - Star Wars Vol. 5: Entre as Estrelas (HQ)
51 - Dra. Aphra Vol. 2: Doutora Aphra e o enorme lucro (HQ)
52 - Star Wars Vol. 6: As Cinzas de Jedah (HQ)
53 - Star Wars: As Tempestades de Crait (HQ)
54 - Lando (HQ)
55 - Han Sol (HQ)
56 - Star Wars: Battlefront - Companhia do Crepúsculo (Livro)
57 - Star Wars: Episódio V - O Império Contra-Ataca (Filme)
58 - Star Wars: Alvo em Movimento (Livro)
59 - Star Wars: Episódio VI - O Retorno de Jedi (Filme)
60 - Star Wars: Império Despedaçado (HQ)
61 - Star Wars: Resistência (Serie)
62 - The Mandalorian (Serie)
63 - Star Wars: Battlefront (Videojogo)
64 - Star Wars: Marcas da Guerra (Livro)
65 - Star Wars: Dívida de Honra (Livro)
66 - Star Wars: Rescaldo - Fim do Império (Livro)
67 - A Lenda de Luke Skywalker (Livro)
68 - Star Wars: Legado de Sangue (Livro)
69 - Star Wars: Phasma (Livro)
70 - Star Wars: Canto Bight (Livro)
71 - C-3PO: O Membro Fantasma (Livro)
72 - Antes do Despertar (Livro)
73 - Poe Dameron Vol. 1: Esquadrão Negro (HQ)
74 - Poe Dameron Vol. 2: A Tempestade Crescente (HQ)
75 - Poe Dameron Vol. 3: Lenda Escondida (HQ)
76 - Poe Dameron Vol. 4: Lenda Encontrada (HQ)
77 - Star Wars: Episódio VII - O Despertar da Força (Filme)
78 - Star Wars: Os Últimos Jedi - Esquadrão Cobalto (Livro)
79 - Capitã Phasma (HQ)
80 - A Maioria Procurada (HQ)
81 - Star Wars: Episódio VIII - Os Últimos Jedi (Filme)
82 - Star Wars: Episódio IX: A Ascensão Skywalker (Filme)
*Nº 39 e 40 se passam no mesmo momento, porém no 39 você vê o lado luminoso da força e no 40, o lado sombrio.